# Українське Визвольне Військо

Плакат УВВ

Українське Визвольне Військо (УВВ) — назва добровільних формацій, створених з полонених радянської армії української національності в німецькій армії.

## Історія
Уперше такі загони було створено на терені дій 6-ї німецької армії на Харківщині та Сумщині, проте їх узимку 1941 розпустили команди німецької політичної поліції (СД). На Донбасі, на території дій німецького гірського корпусу, з українців полонених були створені перші сотні «Гіві» (від нім. Hilfswillige — добровольців). У грудні 1941 Адольф Гітлер заборонив формувати загони з радянських військовополонених. За винятком таких легіонів: туркестанського, північно-кавказького, грузинського, вірменського, а згодом також волзько-татарського й кримськотатарського. Проте відділ Верховного командування німецької армії, який відав військовими формуваннями створеними на окупованих територіях, 1942 року без відома Гітлера утворив близько 300 так званих «східних батальйонів», серед яких налічувалося 74 українських. Одними із ініціаторів утворення у складі вермахту Українського визвольного війська був генерал-хорунжий Василь Чабанівський та контр-адмірал флоту УНР Савченко-Більський Володимир Олександрович.
Деякі з цих батальйонів мали тривку організацію, а один з них (ім. Богуна), було перекинено зі Східного фронту до Франції, де він перейшов на бік французького резистансу. По закінченні війни, у відповідь на вимоги СРСР видати їх, французький уряд уможливив старшинам і воякам куреня продовжувати службу в Іноземному легіоні. На загал німецькі плани створення УВВ не могли вийти поза створення українського Відділу пропаганди IV, у якому працювали українські журналісти й пропагандисти (Г. Которович, Б. Кравців, К. Дацько й ін.) і видавали для українських вояків і полонених газети «Нова Доба» й «Український Доброволець». Цей відділ опрацював також план створення УВВ з вояків східних батальйонів і сотень «Хіві», який не міг бути здійснений, бо в середині 1943 року Гітлер, роздратований аферою генерала Власова («Смоленський маніфест») і переходом деяких східних батальйонів на бік Червоної Армії, наказав розпустити значну кількість східних батальйонів, а решту перекинути на Західний фронт. З утворенням Української Національної Армії всі доти існуючі загони УВВ мали ввійти до її складу.
Наприкінці війни генерал Е. Кістрінґ заявив, що 220 000 українців боролися на боці німецької армії проти СРСР. Мабуть, у це число було зараховано всіх українців у німецьких мундирах, а не тільки УВВ, у якому було не більше 75 000 старшин і вояків.
Генерали: Михайло Омелянович-Павленко, Петро Дяченко, Павло Шандрук.

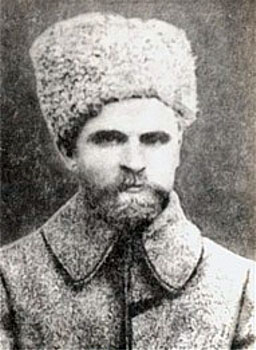
генерал Михайло Омелянович-Павленко
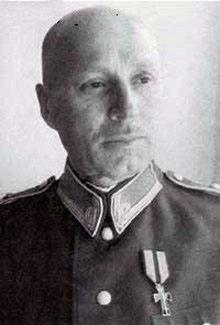
генерал Павло Шандрук
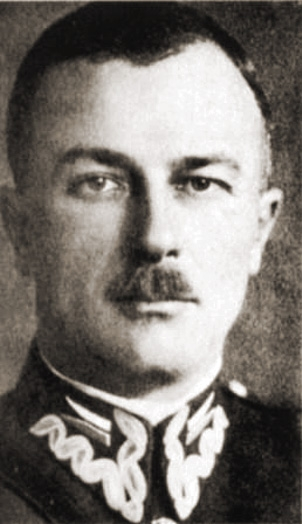
генерал Петро Дяченко